# Caloptilia callicarpae
Caloptilia callicarpae là một loài bướm đêm thuộc họ Gracillariidae. Nó được tìm thấy ở Nhật Bản (Shikoku, quần đảo Ryukyu).
Sải cánh dài 6.5-8.2 mm.
Ấu trùng ăn Callicarpa species, bao gồm Callicarpa japonica. Chúng ăn lá nơi chúng làm tổ. The mine occurs on the upper surface of the leaf. It starts long-linear, epidermal và running along the leaf vein or leaf margin, thereupon it broadens into an elongate blotch, usually located along the leaf margin và tentiformed và sometimes completely folded upwardly. The cocoon is found at a position separated from the mine. In rearing condition it was found at the tip or margin of the mining leaf. It is boat-shaped và whitish.